# Alfonsina Storni

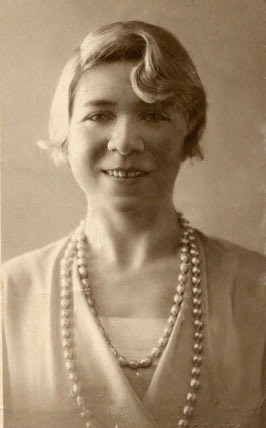
Alfonsina Storni

Alfonsina Storni (Sala Capriasca, 29 mei 1892 – Mar del Plata, 25 oktober 1938), was een Argentijnse dichteres van Zwitserse origine. Haar ouders waren Alfonso Storni en Paulina Martignoni, die samen met hun oudere broers en zussen, Maria en Romero, in 1880 vanuit Lugano, Zwitserland, in de Argentijnse provincie San Juan aankwamen. Ze richtten een klein familiebedrijf op en verkochten bierflesjes met het label "Cerveza Los Alpes, de Storni y Cía" in de hele regio.
In 1891 reisde het gezin naar Zwitserland, terwijl de oudere broers in San Juan bleven. Op 29 mei 1892 werd Alfonsina, de derde dochter van het echtpaar, geboren in het Italiaanse dorp Sala Capriasca, 8 km ten noorden van de stad Lugano.
Op vierjarige leeftijd verhuisde ze met haar ouders wegens economische omstandigheden naar Argentinië, waar ze woonde in Rosario, Santa Fe en Buenos Aires.
Ze publiceerde in zeven dichtbundels, een Antología poética in 1938 en een boek met poëzie in de vorm van proza, Poemas de amor. 
Ze kreeg borstkanker en werd hiervoor geopereerd. Toen uitzaaiingen naar de keel waren vastgesteld, weigerde ze een nieuwe operatie te ondergaan en pleegde in 1938 zelfmoord door zich bij Mar del Plata in zee te verdrinken, nadat ze haar laatste gedicht (Voy a dormir: Ik ga slapen) naar het dagblad La Nación had verstuurd.

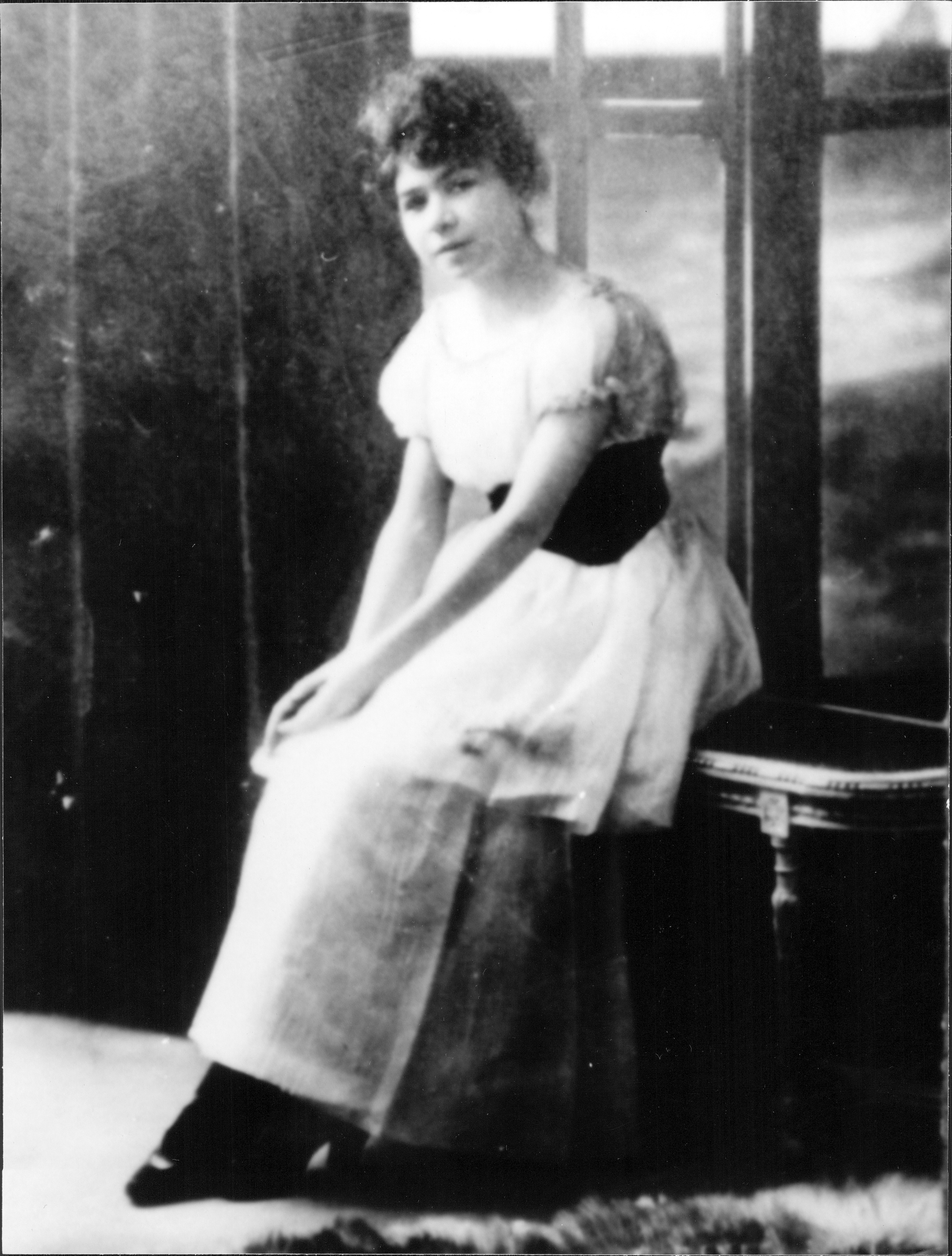
1916

## Publicaties (in Nederlandse vertaling)
- Alfonsina Storni: Liefdesgedichten. Vertaald door Siska Mesdom en Johan van Cauwenberge. Leuven, Uitgeverij P, 2023. ISBN 9789464757026
- Alfonsina Storni: Gedichten Gekozen en vertaald door L.Th. Lehmann. Terhorst, Ser J.L. Prop, 2010. Geen ISBN

- Bibsys: 90164725
- Biblioteca Nacional de Chile: 000073889
- Biblioteca Nacional de España: XX1061091
- Bibliothèque nationale de France: cb12020432k (data)
- Catàleg d'autoritats de noms i títols de Catalunya: 981058511971106706
- CiNii: DA09370009
- Digitale Bibliotheek voor de Nederlandse Letteren: stor067
- Gemeinsame Normdatei: 118799061
- Historisch woordenboek van Zwitserland: 010162
- International Standard Name Identifier: 0000 0001 0859 1624
- Library of Congress Control Number: n50010843
- Nationale Bibliotheek van Letland: 000348315
- MusicBrainz: 3be74801-5e0b-43b1-abe2-70f563ef5876
- Bibliotheek van het Japanse parlement: 033163154
- Nationale Bibliotheek van Tsjechië: jn20040112004
- Nationale Bibliotheek van Israël: 987007317187305171
- Nationale en Universitaire bibliotheek Zagreb: 000195694
- Nederlandse Thesaurus van Auteursnamen: 068748019
- Réseau des bibliothèques de Suisse occidentale: 02-A003867892
- LIBRIS: 264989
- Système universitaire de documentation: 028350871
- Virtual International Authority File: 90658830
- WorldCat: E39PBJfmtbGQ4y4XvDGRkqDQbd